# Force de déploiement préventif des Nations unies
La Force de déploiement préventif des Nations unies (FORDEPRENU, parfois connu sous son acronyme anglais UNPREDEF pour United Nations Preventive Deployment Force) était une mission multinationale de maintien de la paix déployée dans la  l'ancienne république yougoslave de Macédoine (qui porte désormais le nom de Macédoine du Nord) entre 1995 et 1999. La mission a été établie avec l'approbation de la résolution 983 du Conseil de sécurité des Nations unies du 31 mars 1995. La FORDEPRENU devait prendre la suite de à la mission précédente en ex-Yougoslavie, la Force de protection des Nations unies (FORPRONU), en continuant avec son mandat en territoire macédonien. Son objectif principal était la supervision et la surveillance des zones frontalières avec la République Fédérale de Yougoslavie (Serbie-et-Monténégro) et l'Albanie, et de contrôler tout événement qui pourrait avoir des répercussions sur la stabilité du pays et communiquer lesdits événements au Secrétaire général des Nations unies dans le cas d'arriver.
La mission était singulière en ce qu'elle visait la prévention des conflits et qu'elle avait été déployée par les Nations Unies avant l'émergence du conflit. Cependant, elle pris fin prématurément en 1999, soit avant le conflit de 2001 en Macédoine, en raison du veto de la Chine.

## Histoire
La FORDEPRENU s'est transformé en une mission totalement indépendante après la dissolution de la FORPRONU, bien qu'une bonne partie de ses structures et son contingent militaire ai été assigné à la nouvelle mission. Le mandat de la mission a été prorogé par les résolutions successives 1082 (1996), 1105 (1997), 1110 (1997), 1140 (1997), 1142 (1997) et 1186 (1999). En elles avaient prolongé le mandat de la Force pour des périodes de 6 mois ou d'un an, et ont modifié plusieurs fois le total de soldats déployés en fonction de la conjoncture politique, et également assigné de nouveaux objectifs tels que le contrôle du trafic illégal d'armes.
Le mandat de la FORDEPRENU a expiré le 28 février 1999 faute de nouvelle prolongation en raison du vote contre (et par conséquent le veto) de la Chine à un nouveau projet de résolution du Conseil de sécurité qui proposait une nouvelle prolongation pour six mois de plus. Le représentant chinois au Conseil de sécurité a fait valoir que les missions de maintien de la paix des Nations unies ne devraient pas avoir une durée indéfinie. Les autres représentants du Conseil de sécurité ont critiqué durement le veto chinois, estimant que cela pouvait mettre en danger la stabilité de la Macédoine avec la proximité du conflit kosovar. Cependant, la position chinoise constituait une représailles répondant à la reconnaissance diplomatique de Taïwan par le gouvernement macédonien.

## Déploiement

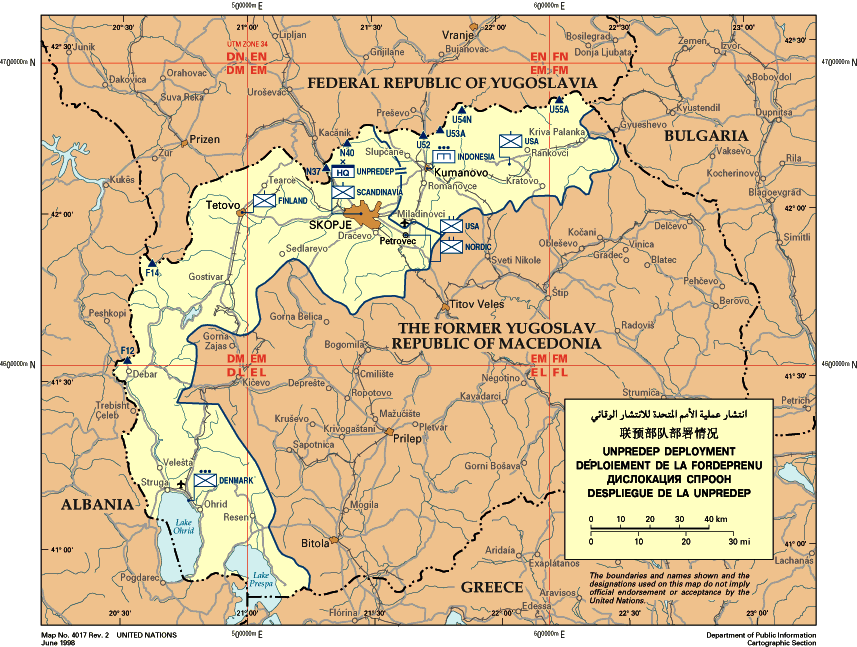
Carte du déploiement de la FORDEPRENU en juin 1998.

Dans la dernière année de la mission, après que la résolution 1186 de 1998 a augmenter les effectifs, la FORDEPRENU comptait 1 110 personnel en uniforme. Parmi eux, 1 049 étaient des soldats, 35 des observateurs militaires et 26 des policiers civils. Les principaux pays qui apportaient effectifs en 1999 étaient : les États-Unis (303 soldats), la Finlande (199 soldats, 1 observateur militaire et 6 policiers), la Suède (198 soldats et 1 observateur militaire) et la Norvège (152 soldats et 2 policiers). En outre, la mission était soutenue par 203 membres du personnel civil des Nations Unies d'origine nationale et internationale de 40 pays différents. En 1998, la mission avait connue 4 morts dans ses rangs depuis sa création.